# Campeonato da NACAC de Corta-Mato de 2008
O Campeonato da NACAC de Corta-Mato de 2008 foi a 4ª edição da competição organizada pela NACAC no dia 1 de março de 2008. Teve como sede a cidade de Orlando, na Flórida, Estados Unidos, sendo disputadas 4 categorias entre sênior e júnior. Contou com a presença de 64 atletas de 6 nacionalidades, com destaque para o Canadá com 9 medalhas no total, sendo 6 de ouro. 

## Medalhistas
Esses foram os resultados do campeonato. 
| Evento                           | Ouro                           | Ouro   | Prata                          | Prata  | Bronze                            | Bronze |
| -------------------------------- | ------------------------------ | ------ | ------------------------------ | ------ | --------------------------------- | ------ |
| Sênior masculino 7.91 km         | Thomas Morgan · Estados Unidos | 22:42  | Josh Simpson · Estados Unidos  | 22:48  | Dylan Wykes · Canadá              | 22:57  |
| Sênior feminino 6 km             | Carmen Douma-Hussar · Canadá   | 19:24  | Korene Hinds · Jamaica         | 19:33  | Kathleen Trotter · Estados Unidos | 19:35  |
| Júnior masculino (Sub-20) 6 km   | Aleksandr Kuternin · Canadá    | 17:21  | Ryan Sheridan · Estados Unidos | 17:23  | Gregg Brendan · Estados Unidos    | 17:32  |
| Júnior feminino (Sub-20) 4.09 km | Kendra Schaff · Canadá         | 13:03  | Emily Reese · Estados Unidos   | 13:15  | Sheila Reid · Canadá              | 13:18  |
| Equipe                           |                                |        |                                |        |                                   |        |
| Sênior masculino                 | Estados Unidos                 | 14 pts | Canadá                         | 22 pts |                                   |        |
| Sênior feminino                  | Canadá                         | 24 pts | Estados Unidos                 | 25 pts | Porto Rico                        | 47 pts |
| Júnior masculino (Sub-20)        | Canadá                         | 10 pts | Porto Rico                     | 34 pts |                                   |        |
| Júnior feminino (Sub-20)         | Canadá                         | 13 pts | Estados Unidos                 | 29 pts | Porto Rico                        | 49 pts |

## Quadro de medalhas
| Ordem | País           | Medalha de ouro | Medalha de prata | Medalha de bronze | Total |
| ----- | -------------- | --------------- | ---------------- | ----------------- | ----- |
| 1     | Canadá         | 6               | 1                | 2                 | 9     |
| 2     | Estados Unidos | 2               | 5                | 2                 | 9     |
| 3     | Porto Rico     | 0               | 1                | 2                 | 3     |
| 4     | Jamaica        | 0               | 1                | 0                 | 1     |
| Total | Total          | 8               | 8                | 6                 | 22    |

## Participação
Participaram da competição 64 atletas de 6 nacionalidade.
| - Bahamas (4) - Canadá (24) | - Jamaica (4) - Porto Rico (16) | - Santa Lúcia (1) - Estados Unidos (15) |